# Benzenotelurol
Benzenotelurol ou telurofenol é um composto orgânico de fórmula C6H6Te, SMILES [Te]c1ccccc1 e massa molecular 205,12006.
É um análogo do fenol ou do benzenotiol contendo um átomo de telúrio no lugar do oxigênio ou do enxofre.
É usado como um agente redutor, normalmente in situ. É instável.